# 哈利波特系列電影
《哈利波特》（英語：Harry Potter）是根據作家J·K·羅琳所著同名小說改編的電影系列，該電影系列是英國與美國合拍的電影，由華納兄弟發行，當中包括八部奇幻冒險電影，從2001年的《哈利波特：神秘的魔法石》開始，並以2011年的《哈利波特：死神的聖物Ⅱ》作結。2016年，一個由五部電影組成的衍生前傳系列《怪獸系列電影》，以《怪獸與牠們的產地》為該系列的首作，這標誌著魔法世界共享媒體專營權的開始。
該系列電影主要由大衛·葉慈執導和大衛·海曼監製，演員丹尼爾·雷德克里夫、魯伯特·葛林特及艾瑪·華森分別飾演三位主角：哈利·波特、榮恩·衛斯理和妙麗·格蘭傑。曾經為《哈利波特》系列電影執導的四位導演：克里斯·哥倫布、艾方索·柯朗、麥克·紐威爾與大衛·葉慈參與執導工作；邁克爾·戈登堡曾為2007年的《哈利波特：鳳凰會的密令》編寫了劇本，而其餘的劇本則由史提夫·克羅夫斯編寫。該系列電影製作歷時十多年，主要劇情講述哈利波特尋求克服自己的頭號宿敵佛地魔的故事。
《哈利波特－死神的聖物》，該系列的第七部，也是最後一部哈利波特小說，電影被改編並分拆成兩部電影，第一部於2010年11月發行，而第二部則於2011年7月上映。《死神的聖物1》、《神秘的魔法石》和《死神的聖物2》是有史以來票房最高的50部電影之一，並分別排名在票房第48、47和13位，而《神秘的魔法石》和《死神的聖物2》總收入超過$10億美元。若沒有通貨膨脹調整，它是全球票房第二高的電影系列，全球總收入為$77億美元。

## 起源
1997年下旬，電影製片人大衛·海曼的倫敦辦公室收到羅琳的七部哈利波特系列小說的第一部副本。那本小說《哈利波特與神秘的魔法石》，被降級至低優先級書架上，一名秘書在那裡發現到它，閱讀過後把它交給海曼，並給它積極的評價。結果，原本不喜歡「垃圾標題」的海曼卻自己閱讀了這本書。羅琳的作品給他留下了深刻的印象，這使他開始了製作其中一個有史以來最成功的電影特許經營權的過程。
海曼的熱忱促使羅琳於1999年以£100萬英鎊（$200萬美元）的價格把首四部《哈利波特》小說的電影版權出售給華納兄弟公司。羅琳提出的要求是主要演員必須嚴格保持英國人的身份，但容許包括許多愛爾蘭演員，例如是飾演鄧不利多的李察·哈里斯，以及在《哈利波特－火盃的考驗》中的法國及東歐演員選角，這是小說中的人物設定。羅琳對出售小說版權表現得猶豫不決，因為她不希望透過出售角色的權利來「讓他們控制故事的其餘部分」，這將使華納兄弟能夠製作非作者編寫的續集。
儘管史提芬·史匹堡最初曾協商為第一部電影執導，但他拒絕了這項提議。史匹堡認為，在他的角度看來，人們對製作這部電影的利潤充滿了期望。他聲稱賺錢就像「在桶裡射鴨子，就如灌籃，這就如提取十億美元並將其存入你的個人銀行賬戶一樣。沒有挑戰。」在羅琳網站上的「垃圾桶」部分，羅琳堅持認為，她於電影選擇導演方面沒有任何作用，並寫道：「任何認為我可以（或將會）『否決』他（史匹堡）的人都需要他們的速記羽毛筆的服務。」
史匹堡離開製作組後，其他導演開始討論，包括基斯·哥倫布、強納森·德米、泰利·基咸、米克·紐維爾、亞倫·帕克、胡根·彼德遜、洛·雷納、添·羅賓斯、布拉德·西爾伯林和彼得·威爾。彼德遜和雷納都在2000年3月退出了競選，然後甄選範圍縮小到哥倫布、基咸、帕克和西爾伯林。羅琳的首選是泰利·基咸。然而，華納兄弟公司引用了他於其他家庭電影中的作品，例如《寶貝智多星》和《肥媽先生》影響他們的決定，哥倫布於2000年3月28日被任命為這部電影的導演。
|                                      | 《哈利波特》是一種永恆的文學成就，一生只出現一次。由於這些小說在世界各地產生如此熱情的追隨者，因此找到一位對兒童和魔術都具有親和力的導演對我們來說很重要。我想不出比克里斯（哥倫布）更適合這份工作的人選。 |
| ——羅雲素·迪·博納文圖拉，華納兄弟公司 | |

史提夫·克羅夫斯被選中為第一部電影編寫劇本，因為它沒有「適合改編以及接下來的兩本書」，他形容改編這本書為「艱難」。克洛夫斯已發送一大堆建議作為電影改編的書籍概要，而哈利·波特是唯一一個向他跳出來的人。他出去買了這本書，立即成為其粉絲。在與華納兄弟公司交談時，他表示這部電影必須是英國的，並且要忠實於角色。大衛·海曼獲確認為這部電影的製片人。羅琳獲得了這部電影的大量創意控制權，而哥倫布並不介意這一安排。
華納兄弟原計劃於2001年7月4日那周末發行第一部電影，由於製作時間如此之短，以至於最初提議的幾位導演都退出了遴選。最終因為時間關係，上映日期被推遲到2001年11月16日。
電影於2000年9月首度在英國赫特福德郡的華納兄弟利維斯登工作室拍攝，2010年12月為最後一次拍攝，最後一部電影的後期製作持續到2011年夏季。利維斯登工作室是拍攝《哈利波特》的主要地點，並在2012年作為工作室開放給民眾遊覽（改名為華納兄弟利維斯登工作室）。
大衛·海曼與他的製片公司盛日影業一起製作了該系列的所有電影，而大衛·拜倫加入《哈利波特：火盃的考驗》的執行製片人行列。拜倫後來被任命為最後四部電影的製片人。

## 電影

### 《哈利波特：神秘的魔法石》（2001）

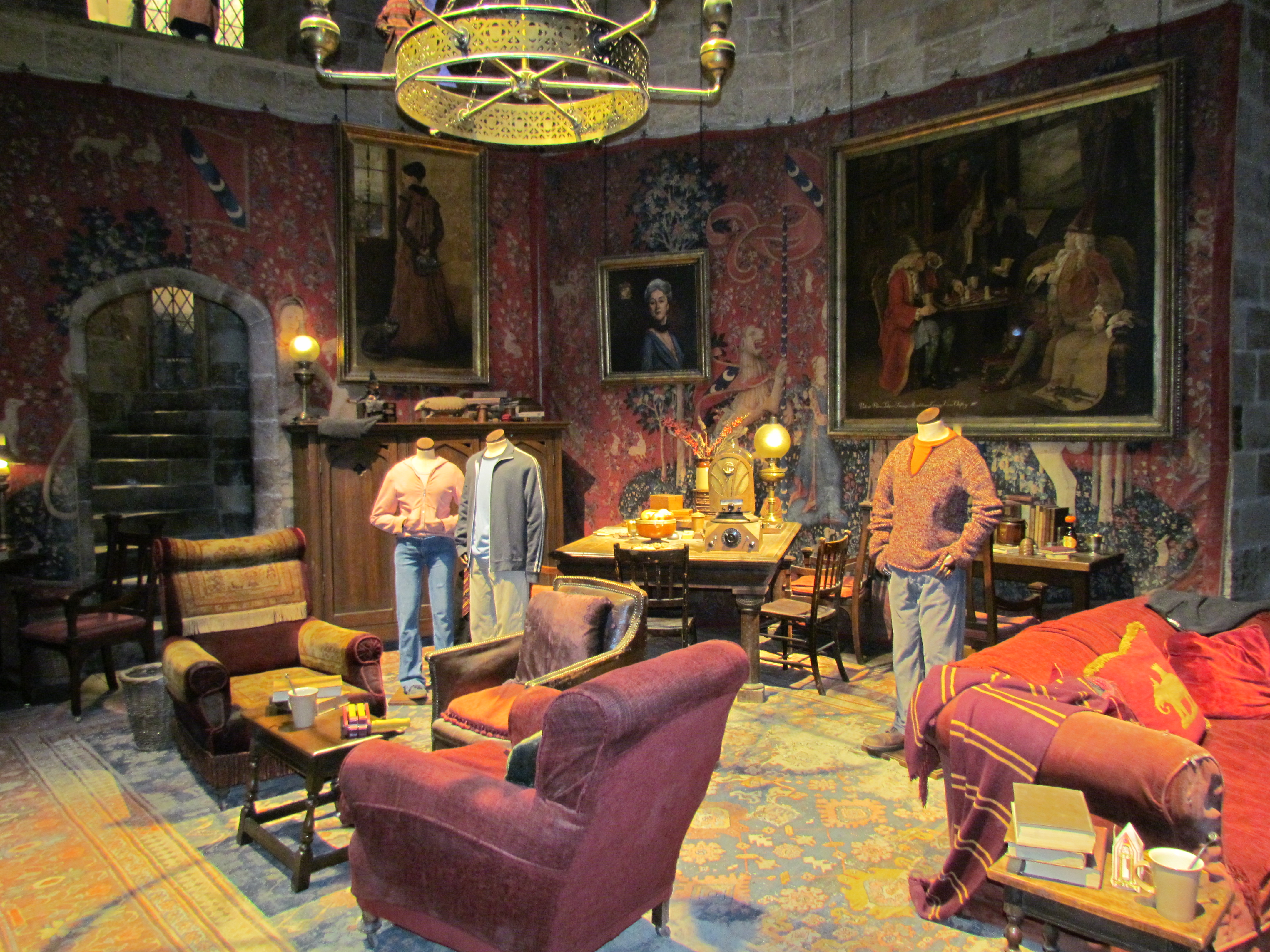
在第一部電影中介紹的葛萊芬多公共休息室。

哈利·波特是一名孤兒，由對他不友善的麻瓜（不懂魔法）阿姨和姨丈撫養長大，他跟德思禮一家居住在英國薩里。在他11歲的生日當天，半巨人魯霸·海格告訴哈利，他其實是一名巫師，他的父母被一個名叫佛地魔的邪惡巫師謀殺，而佛地魔試圖在當天殺死當時1歲的哈利，但其索命咒卻莫名其妙的反彈，這使佛地魔的能力盡失，變得虛弱無力。這一切因此讓哈利在魔法世界中名聲大噪。哈利開始就讀於霍格華茲魔法學校，成為學習魔法的一年級新生。在這一年中，哈利認識到他的好友榮恩·衛斯理及妙麗·格蘭傑，三人捲入了保存於校內的魔法石之謎⋯⋯

### 《哈利波特：消失的密室》（2002）
哈利、榮恩和妙麗回到霍格華茲展開說他們的第二年的學期，事實證明這比去年更具挑戰性。校內的密室被打開，被釋放出來的怪物使學生和教職員以及鬼魂紛紛被石化，使學校面臨關閉的危機。由於哈利被目睹他懂得爬說嘴（Parseltongue），他面對著流傳他是薩拉札·史萊哲林（史萊哲林學院的創辦者）傳人的說法，他還發現了一本神秘的日記，以及校內一間神秘的密室，卻發現自己被困在密室之中......

### 《哈利波特：阿茲卡班的逃犯》（2004）
年輕巫師哈利·波特與他的朋友們一同邁進霍格華茲校園生活的第三年。路平教授加入霍格華茲成為教職員，成為了新任黑魔法防禦術教師，而被定罪的謀殺犯天狼星·布萊克從阿茲卡班監獄逃脫。魔法部委託阿茲卡班催狂魔看守霍格華茲免受布萊克的侵擾。在這一年當中，哈利更進一步地了解更多與他身世相關的真相，以及他跟逃犯的關聯。

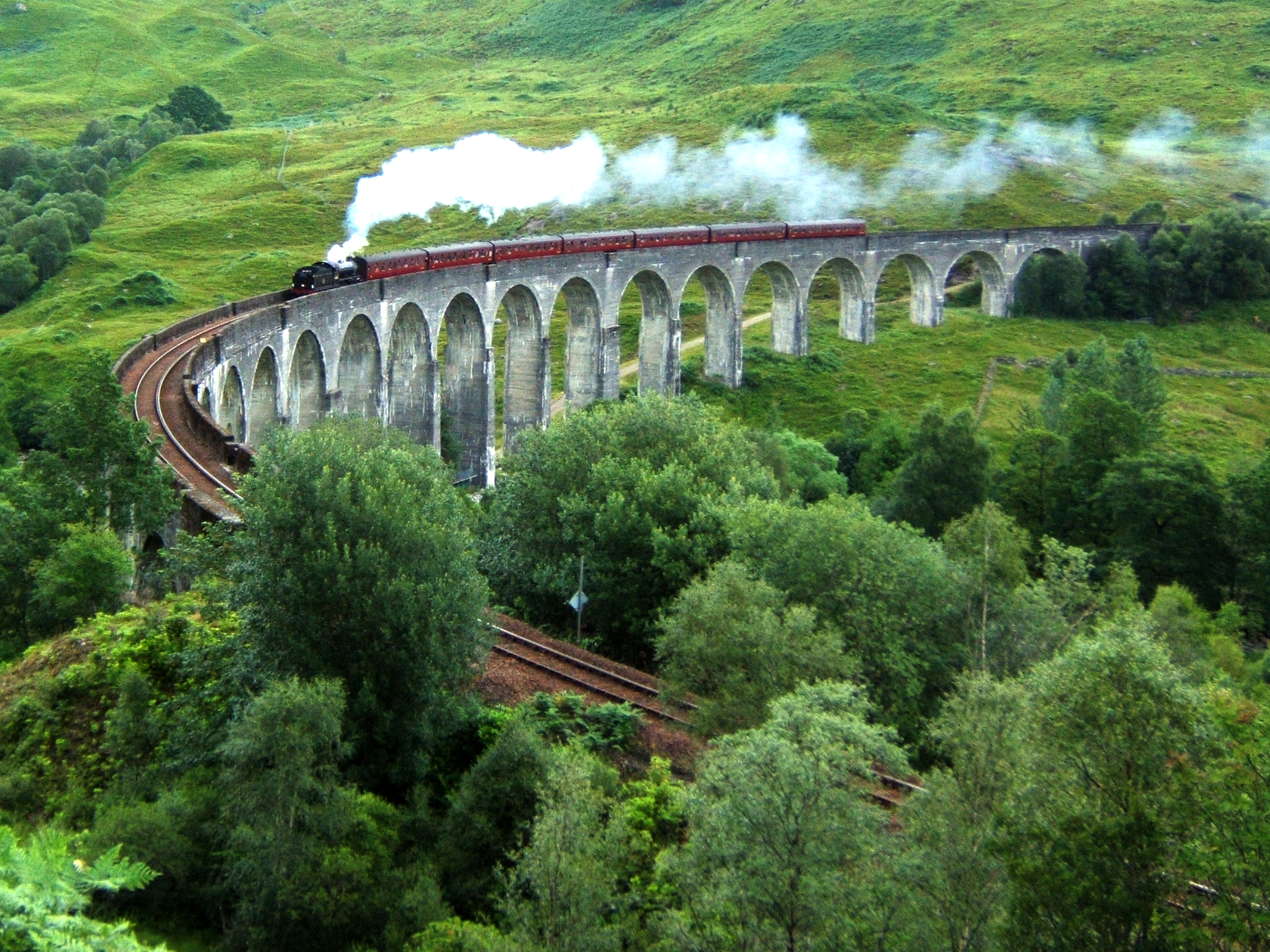
蘇格蘭格蘭芬蘭高架橋（當中霍格華茲特快列車於前往霍格華茲途中經過），曾出現於該系列的四部電影中，包括《阿茲卡班的逃犯》中的催狂魔場景。

### 《哈利波特：火盃的考驗》（2005）
在哈利的第四個學年開始前，哈利與榮恩一家參與欣賞魁地奇世界盃賽事，期間遭到食死人攻擊，眾人看到黑魔標記出現在天空中......正氣師瘋眼穆敵接下了黑魔法防禦術教師的職位。新學年開始後，霍格華茲舉辦了一場傳奇賽事：三巫鬥法大賽。由於魁地奇世界盃的事件，傳統的三巫鬥法大賽的賽事定於霍格華茲舉行。三巫鬥法大賽的參與學校需各派出一名代表參與比賽，每所學校的代表將會參與致命的任務。歐洲的三大魔法學校都派出冠軍代表參加，包括波巴洞魔法學校和德姆蘭魔法學校。火盃選擇了參賽者分別為：花兒·戴樂古（波巴洞）、維克多·喀浪（德姆蘭）和西追·迪哥里（霍格華茲）進行對戰。然而奇怪的是，哈利的名字也是從火盃中產生，從而使他成為第四名冠軍代表，但殊不知，這導致了佛地魔重生的可怕遭遇...

### 《哈利波特：鳳凰會的密令》（2007）
哈利於五年級學年開始前，他在暑假期間於姨姨一家所居住的小惠恩區遭到催狂魔襲擊，雖然是在情急之下，但哈利由於在學校以外的麻瓜地區使用了魔法，雖然後來指控被撤銷，但他仍要出席魔法部的聽證會。然而後來哈利發現魔法部否認伏地魔正捲土重來的事實，他也不斷受到令人不安的噩夢所困擾。魔法部的部長康尼留斯·夫子委任桃樂絲·恩不里居作為新任黑魔法防禦術老師。哈利意識到佛地魔正追尋著關於二人之間的一個預言：「兩者必將死於另一人之手」。涉及霍格華茲的學生、一個稱為鳳凰會的秘密組織、魔法部和食死人的叛亂展開了......

### 《哈利波特：混血王子的背叛》（2009）
哈利在霍格華茲的第六年，佛地魔和它的食死人們再度現身，對魔法世界與麻瓜世界的恐怖活動正在日益增加，世界壟罩於黑暗和危險中。校長阿不思·鄧不利多說服他的老朋友赫瑞司·史拉轟重新回到霍格華茲任教，以填補魔藥學教授一職的空缺。然而，史拉轟的回歸還有一個更重要的原因。在魔藥學課堂上，哈利得到一本帶有奇怪註釋的教科書，上面寫著「這是混血王子的財產」。跩哥·馬份努力執行伏地魔交給他的任務，與此同時，鄧不利多與哈利秘密合作，探討再度摧毀黑魔王佛地魔的方法......

### 《哈利波特：死神的聖物Ⅰ》（2010）

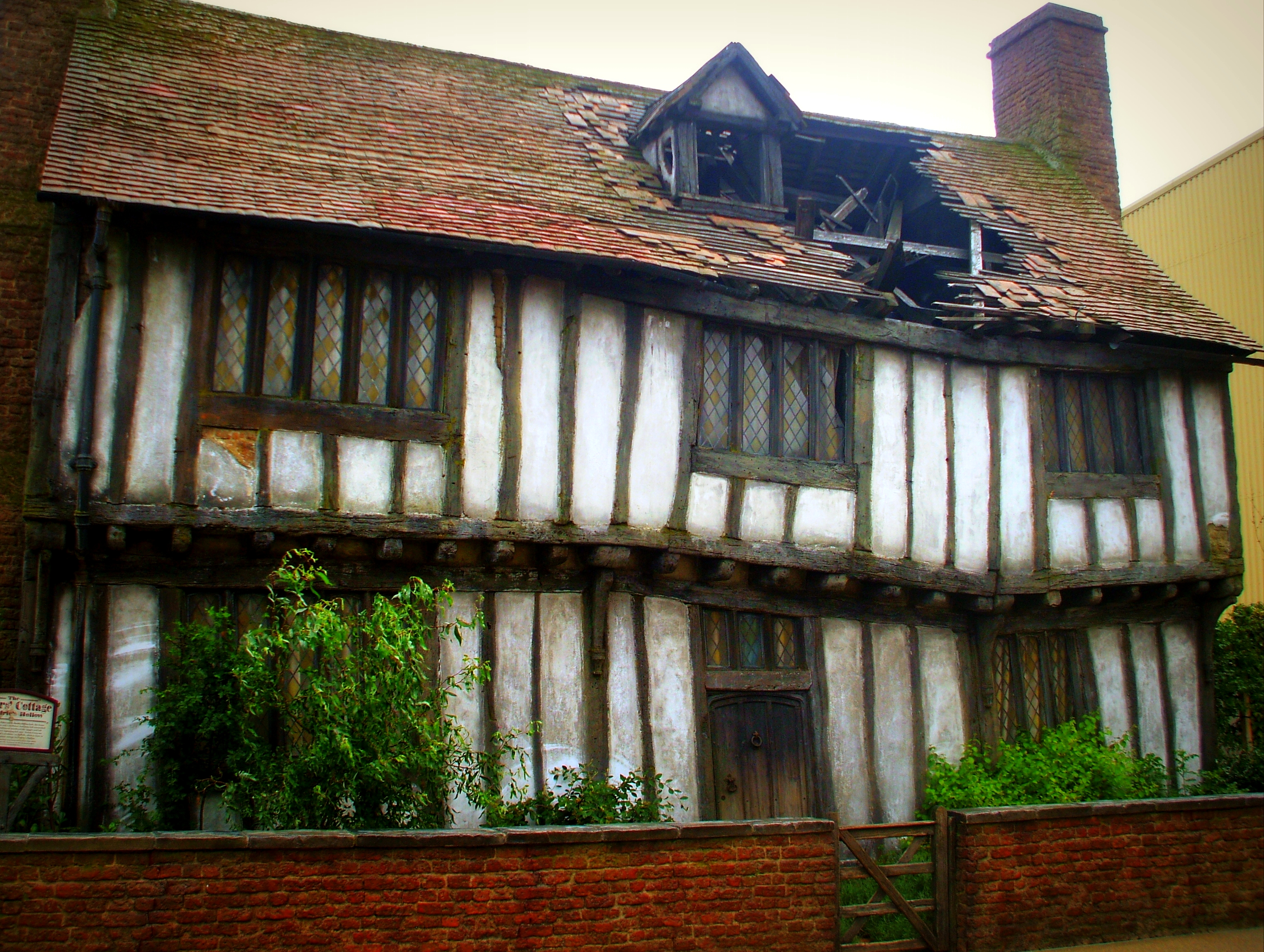
最後一部電影中的波特的家。

這本來應該是哈利與朋友們在霍格華茲的最後一年，然而佛地魔的捲土重來、魔法部遭食死人奪取而崩潰，甚至是霍格華茲的控制權，威嚇和逮捕所有有可能反抗的人，使他們無法參與最後一年的校園生活。自去年年末的意外事件發生後，哈利、榮恩和妙麗被委託展開尋找並摧毀佛地魔永生不滅的神秘根源——分靈體。三人在沒有老師的指引和鄧不利多的保護下，他們經歷了漫長而危險的旅程，沿途上遇到許多障礙，包括食死人、掠奪者、神秘的死亡聖物，黑暗力量同時卻在他們之間潛伏，伺機離間他們，然而三人需要比從前更互相依靠。哈利跟佛地魔的思想連接變得越來越緊密，恐懼已久的大戰一觸即發，魔法世界變成滿目瘡痍的煉獄。

### 《哈利波特：死神的聖物Ⅱ》（2011）
哈利、榮恩和妙麗於旅程上摧毀了一個分靈體後，並發現三個死神的聖物的重要意義後，他們繼續尋找其他分靈體以試圖摧毀現已奪得力量強大的接骨木魔杖的佛地魔。黑魔王發現了哈利等人對分靈體的搜索，並對霍格華茲發動了攻擊，正邪一戰正要全面爆發。危機升級至前所未見的兇險，魔法世界中沒有一個人能置身事外。三人回歸到霍格華茲，對抗威脅著巫師與麻瓜世界之黑暗勢力的最後一站，與佛地魔展開終極一戰。

## 製作
該系列電影的拍攝於2000年9月在英國赫特福德郡的華納兄弟利維斯登工作室開始，並於2010年12月結束，最後一部電影的後期製作一直持續到2011年夏季。利維斯登工作室是拍攝《哈利波特》系列電影的主要基地，並於2012年作為工作室巡演向公眾開放（後來更名為利維斯登華納兄弟工作室）。
| 年份 | 電影                         | 導演        | 編劇            | 監製                                  | 配樂作曲        | 對應J·K·羅琳的小說                     |
| ---- | ---------------------------- | ----------- | --------------- | ------------------------------------- | --------------- | -------------------------------------- |
| 2001 | 《哈利波特：神秘的魔法石》   | 基斯·哥倫布 | 史提夫·克羅夫斯 | 大衛·海曼                             | 約翰·威廉士     | 《哈利波特－神秘的魔法石》（1997年）   |
| 2002 | 《哈利波特：消失的密室》     | 基斯·哥倫布 | 史提夫·克羅夫斯 | 大衛·海曼                             | 約翰·威廉士     | 《哈利波特－消失的密室》（1998年）     |
| 2004 | 《哈利波特：阿茲卡班的逃犯》 | 艾方索·柯朗 | 史提夫·克羅夫斯 | 大衛·海曼、基斯·哥倫布 與 馬克·域卡夫 | 約翰·威廉士     | 《哈利波特－阿茲卡班的逃犯》（1999年） |
| 2005 | 《哈利波特：火盃的考驗》     | 米克·紐維爾 | 史提夫·克羅夫斯 | 大衛·海曼                             | 柏德烈·道爾     | 《哈利波特－火盃的考驗》（2000年）     |
| 2007 | 《哈利波特：鳳凰會的密令》   | 大衛·葉斯   | 米高·戈登伯格   | 大衛·海曼 及 大衛·巴倫                | 尼古拉斯·霍珀   | 《哈利波特－鳳凰會的密令》（2003年）   |
| 2009 | 《哈利波特：混血王子的背叛》 | 大衛·葉斯   | 史提夫·克羅夫斯 | 大衛·海曼 及 大衛·巴倫                | 尼古拉斯·霍珀   | 《哈利波特－混血王子的背叛》（2005年） |
| 2010 | 《哈利波特－死神的聖物1》    | 大衛·葉斯   | 史提夫·克羅夫斯 | 大衛·海曼、大衛·巴倫 及 J·K·羅琳      | 亞歷山大·達士勒 | 《哈利波特－死神的聖物》（2007年）     |
| 2011 | 《哈利波特－死神的聖物2》    | 大衛·葉斯   | 史提夫·克羅夫斯 | 大衛·海曼、大衛·巴倫 及 J·K·羅琳      | 亞歷山大·達士勒 | 《哈利波特－死神的聖物》（2007年）     |

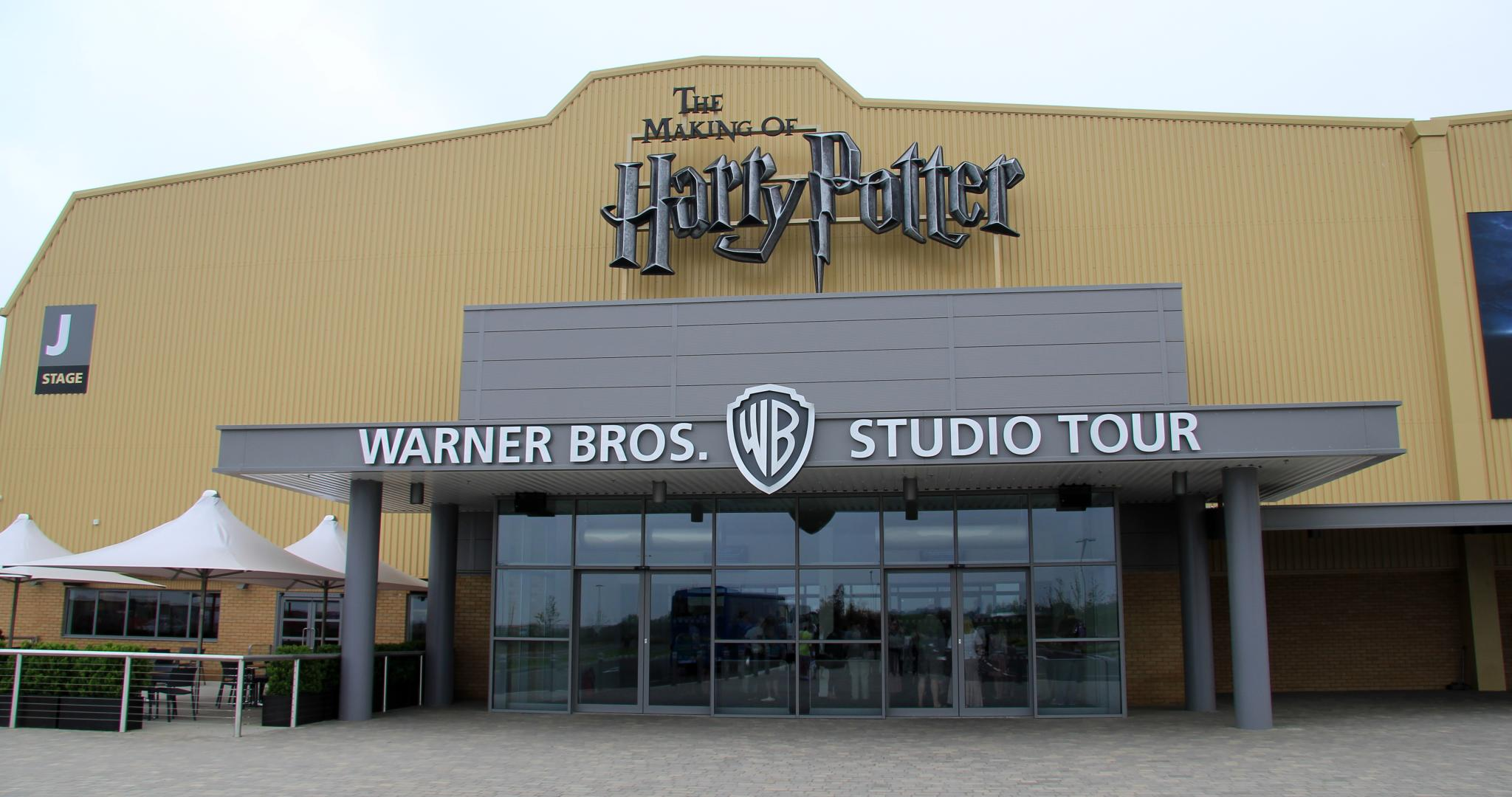
華納兄弟利維斯登工作室，電影系列大部分的拍攝場地，《哈利波特》也有在其他地方拍攝，包括松林工作室。

大衛·海曼跟他的製作公司盛日影業製作了此系列中的所有電影，而大衛·巴倫加入該系列作為《消失的密室》和《火盃的考驗》的執行製片人。巴倫後來被任命為最後四部電影的製片人。基斯·哥倫布跟馬克·域卡夫和米高·巴納森一起是前兩部電影的執行製片人，但他跟海曼和域卡夫一起成為了第三部電影的製片人。其他執行製片人包括了譚雅·塞加奇安和萊昂內爾·威格拉姆。該系列的作者J·K·羅琳被要求成為《火盃的考驗》的製片人，但遭到拒絕。她隨後接受了成為最後兩部電影中製片人的崗位。
盛日影業和哥倫布的公司1492影業於2001年跟鄧肯亨德森製片公司（Duncan Henderson Productions）合作，2002年跟奇蹟製作（Miracle Productions）合作，他們跟P of A Productions於2004年合作。儘管《阿茲卡班的逃犯》是1492影業製作的最後一部電影，但盛日影業繼續擁有特許經營權，並於2005年與Patalex IV Productions合作。截至2009年，該系列的第六部電影《混血王子的背叛》是目前製作成本最高的電影。
華納兄弟將系列中的第七部，也是最後一部小說《死神的聖物》分為兩個電影部分拍攝。電影的兩個部分以背靠背的方式從2009年初到2010年夏季拍攝，並於2010年12月21日完成重新拍攝，這標誌著《哈利波特》的拍攝結束。海曼表示《死神的聖物》是「作為一部電影拍攝」，但以兩部長篇電影的形式發行。
該系列的視覺特效總監添·伯克（Tim Burke）在談到《哈利波特》的製作時說：「這是一個龐大的家庭；我認為利維斯登有700多人在工作，它本身就是一個行業。」大衛·海曼說：「第一部電影上映時，我沒想到我們會拍八部電影。直到我們拍畢第四部電影之前，這似乎不可行。」第一部電影的製作顧問尼莎·帕蒂（Nisha Parti）表示，海曼「按照他認為華納兄弟工作室想要製作的方式拍攝首部電影」。在電影大獲成功後，海曼獲給予「更多的自由度」。
電影製作人從製作之初的目標之一就是發展電影的成熟度。基斯·哥倫布指：「我們意識到這些電影會逐漸變得更黑暗。再者，我們不知道該『如何』黑暗，但我們意識到隨著孩子們長大，電影會變得有點緊張不安和深沉。」隨著該系列在敘事和主題上的發展，電影開始處理諸如死亡、背叛、偏見和政治腐敗等問題，後來的三位導演在接下來的幾年裡為該系列工作。

### 導演
在基斯·哥倫布完成了《神秘的魔法石》的工作後，他隨即獲聘為該系列的第二部電影《消失的密室》執導。《消失的密室》的製作於第一部電影上映後的一周內展開。哥倫布原定為該系列的所有作品執導，但他不想回來拍第三部電影《阿茲卡班的逃犯》，他聲稱自己「疲倦不堪」。他調任至製片人角色，而艾方索·柯朗則接任導演一職。他最初對執導這輯電影感到緊張，因為他沒有閱讀過任何小說或看過電影。在看完這個系列後，他立即跟故事建立了聯繫，他改變了主意並簽約成為導演。

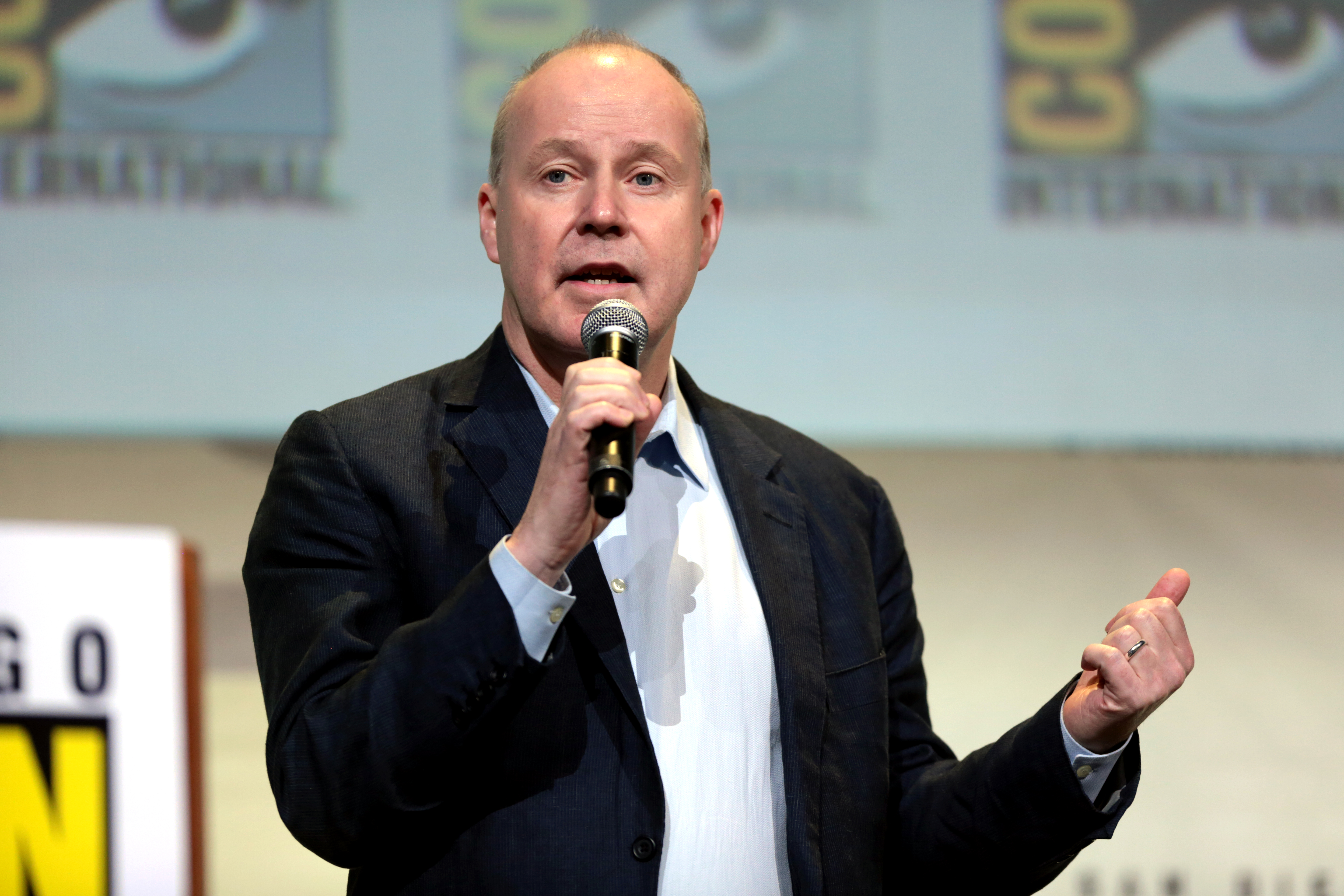
大衛·葉斯為該系列的四部電影執導，包括了《死神的聖物》的上下集結局。

由於卡隆決定不為系列的第四部作品《火盃的考驗》執導，所以不得不選擇一位新導演。米克·紐維爾獲選以執導這部電影，但他拒絕為下一部電影《鳳凰會的密令》執導，該電影授予大衛·葉斯，他還執導了《混血王子的背叛》和《死神的聖物》，成為除了基斯·哥倫布以外唯一執導超過一部電影的導演。
基斯·哥倫布說他對前兩部電影的看法是一本「老式外觀的金色故事書」，而阿方索·卡隆改變了該系列的視覺基調，降低了調色板的飽和度，並擴大了霍格華茲周圍的景觀。米克·紐維爾決定將第四部電影執導為「偏執驚悚片」，而大衛·葉斯則想「給世界帶來危難感和性格」。卡隆、紐厄爾和葉斯表示，他們面臨的挑戰是在於根據自己的個人願景製作電影的工作與哥倫布經已建立的電影世界之間取得平衡。
大衛·海曼對「導演們的慷慨大方」發表了評論，他透露指：「克里斯花時間跟阿方索在一起，阿方索和米克在一起，而米克跟大衛在一起，向他展示了這部電影的早期剪輯，闡述了成為導演的意義以及他們如何（製作電影）。」大衛·海曼還說，「我想從工作室的角度來看，基斯·哥倫布是最保守的選擇。然而他表達了真正的熱誠。」製片人譚雅·塞加奇安說他們在為第三部電影選擇導演時「更具冒險精神」，然後直接選擇了阿方索·卡隆。米克·紐維爾在獲選為第四輯電影的導演時，他成為了該系列的第一位英國導演；紐維爾在退出前獲考慮為第一輯電影的導演。在大衛·海曼認為他有能力處理小說後期的緊張不安、情緒化和政治材料後，大衛·葉斯執導了最後的兩部電影。
所有導演都互相支持。基斯·哥倫布讚賞電影中的角色發展，而阿方索·卡隆則欣賞大衛·葉斯於電影中的「靜謐詩意」。米克·紐維爾指出，每位導演都有不同的英雄主義，而大衛·葉斯認為「尊敬地並享受」首四部電影。演員丹尼爾·域卡夫指葉斯「充分抓住了基斯製作的電影的魅力，和阿方索為視覺洞察力所做的一切，以及米克·紐維爾執導的電影徹底地完全是英國式、華而不實的性質」，並加上「他自己對魔幻現實主義的感覺」。

### 劇本
除了由米高·戈登伯格執筆的第五部電影之外，編劇史提夫·克羅夫斯為該系列的所有電影編寫了劇本。克羅夫斯得到J・K・羅琳的直接協助，儘管羅琳容許他有著他稱之為「大大的肘部空間」。羅琳要求克洛夫斯忠於原著，因此每部電影及其相應小說的情節和基調幾乎是相同的，儘管出於電影風格、時間與預算的限制，有些地方需要進行修改和省略。米高·戈登伯格在改編第五部小說時也收到了羅琳的意見。在工作室選擇克羅夫斯之前，戈登伯格最初被認為是改編第一部小說的人選。
在2010年的一次訪問中，大衛·海曼簡要地解釋了從小說到電影的轉變。他評論了羅琳參與該系列的情況，指她明白「小說跟電影是不同的」，並且是製片人可以擁有的「最佳支援」。羅琳對劇本有整體的認可，導演和製片人都對這些劇本進行了檢視和討論。海曼還表示，克洛夫斯是改編小說過程中的「關鍵聲音」，由於電影製片人決定將主要焦點集中在哈利作為一個角色的旅程上，小說中的某些方面需要從劇本中排除，這最終使電影具有一個明確的結構。海曼提到，一些粉絲「不一定了解改編過程」，並且電影製片人很想「把小說中的一切」放到電影中，但他指出這是不可能的，因為他們「既沒有時間，也沒有電影結構」可以這樣做。他最後說將小說改編成銀幕版本是「一個經過真正深思熟慮的過程」。
因為電影拍攝是隨著小說出版的時候進行，直至最後一部小說於2007年出版後，電影製片人才知道故事的結局。克羅夫斯談到在改編小說時他跟羅琳的關係，他說：「關於喬安娜，對於沒有電影製作經驗的人來說是非常了不起的，這就是她的直覺。在我見到她的第一天，我們就進行了一次談話，她說：『我知道電影跟小說不同...因為我知道接下來會發生什麼事，而且不可能在屏幕上完全我要寫的內容戲劇化。但我只是要求你忠於角色；這就是我所關心的事。』」克洛夫斯還說，「我不知道是什麼促使我對羅琳說這些，但我說：『我只是要警告你，我最喜歡的角色並不是哈利。我最喜歡的角色是妙麗。』而且我認為出於某些奇怪的原因，從那一刻起，她有點信任我。」

### 演員和團隊

#### 哈利、榮恩和妙麗的選角

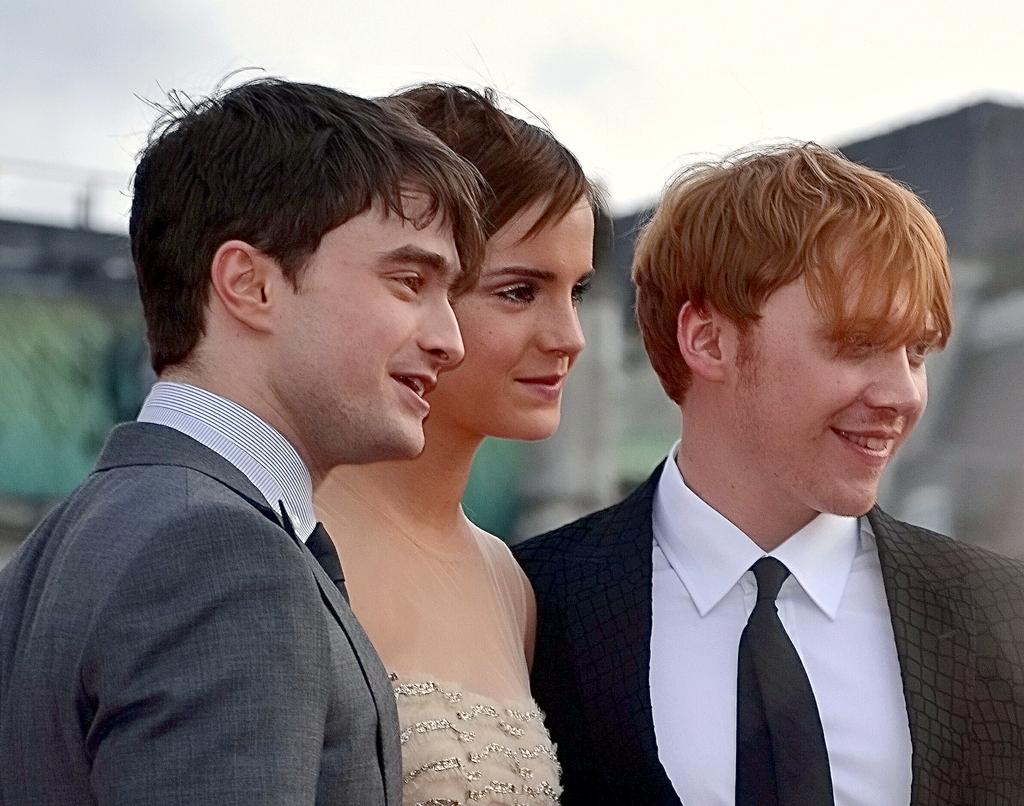
2011年7月7日，丹尼爾·域卡夫、愛瑪·屈臣和魯拔·格連特在倫敦特拉法加廣場出席《哈利波特－死神的聖物2》的全球首映禮。

2000年，經過七個月的搜尋，製片人大衛·海曼和編劇史蒂夫·克洛夫斯在劇院裡找到就坐在他們身後的主演丹尼爾·域卡夫。海曼以自己的話來說，「這裡坐在我身後的這個男孩子有著藍色大眼睛，這就是丹尼爾·域卡夫。我記得我的第一印象：他很好奇，很有趣，而且精力充沛。他也有真正的慷慨與和藹，但同時他真的很渴求和對任何種類的知識都充滿渴望。」域卡夫早於1999年的BBC電視製作的《塊肉餘生錄》裡飾演主角的童年時代中已經確立了自己作為演員的位置，海曼說服域卡夫的父母允許他試鏡哈利·波特的角色，當中涉及域卡夫被拍攝的部分（這個試鏡鏡頭通過2009年的第一個終極版本發布）。
同樣於2000年，當時名不見經傳的英國演員愛瑪·華森和魯拔·格連特是從數千名試鏡兒童中被挑選出來，二人分別飾演妙麗·格蘭傑和榮恩·衛斯理。他們之前唯一的表演經驗是在學校話劇中。二人加入劇組時的年紀分別為，華森10歲，而格連特11歲。
《洛杉磯時報》的作者傑夫·鮑徹（Geoff Boucher）對海曼進行了上述的採訪，他補充指三個主要角色的選角「事後看來尤其令人印象深刻。那三人組的選擇可以說是過去十年最佳的演藝界決策之一...他們在面對著青少年巨星面前展現出令人欽佩的優雅和沉著。」

#### 其他演員選角
除了三位主角之外，其他著名的演員包括飾演魯霸·海格的羅比·科特瑞恩；飾演跩哥·馬份的湯姆·費爾頓；飾演賽佛勒斯·石內卜的阿倫·烈卡文；以及飾演米奈娃·麥的瑪姬·史密芙。曾經飾演阿不思·鄧不利多教授一角的李察·哈里斯於2002年10月25日去世，導致該角色於第三部電影《哈利波特：阿茲卡班的逃犯》中需要重新選角。大衛·海曼和導演阿方索·卡隆選擇了米高·甘邦來飾演鄧不利多一角，他在後來的該系列電影中都飾演此角色。
著名的經常性演員包括飾演貝拉·雷斯壯的海倫娜·寶咸·卡特；飾演菲力·孚立維的沃維克·戴維斯；賴夫·費恩斯飾佛地魔；布蘭頓·葛利森飾阿拉特·穆敵；李查·葛瑞夫斯飾弗農·德思禮；費歐娜·蕭飾佩妮·德思禮；積遜·艾薩斯飾魯休斯·馬份；加利·奧文飾天狼星·布萊克；提莫西·史波飾彼得·佩蒂魯；大衛·杜里斯飾雷木思·路平；愛瑪·湯遜飾西碧·崔老妮；馬克·威廉斯飾亞瑟·衛斯理；而茱莉·華特絲飾茉莉·衛斯理。
該系列有許多來自各個部門的成員回歸劇組，包括視覺效果總監添·伯克；數碼電影調色師彼得·多伊爾（Peter Doyle）；化妝及生物效果設計師尼克·杜德曼；特技替身大衛·霍姆斯 (演員)；彩妝大師阿曼達·奈特；佈景設計師斯蒂芬妮·麥克米蘭；特技協調員格雷格·鮑威爾；服裝設計師珍妮·特米姆，以及選角導演菲安娜·威爾。

### 場景設置

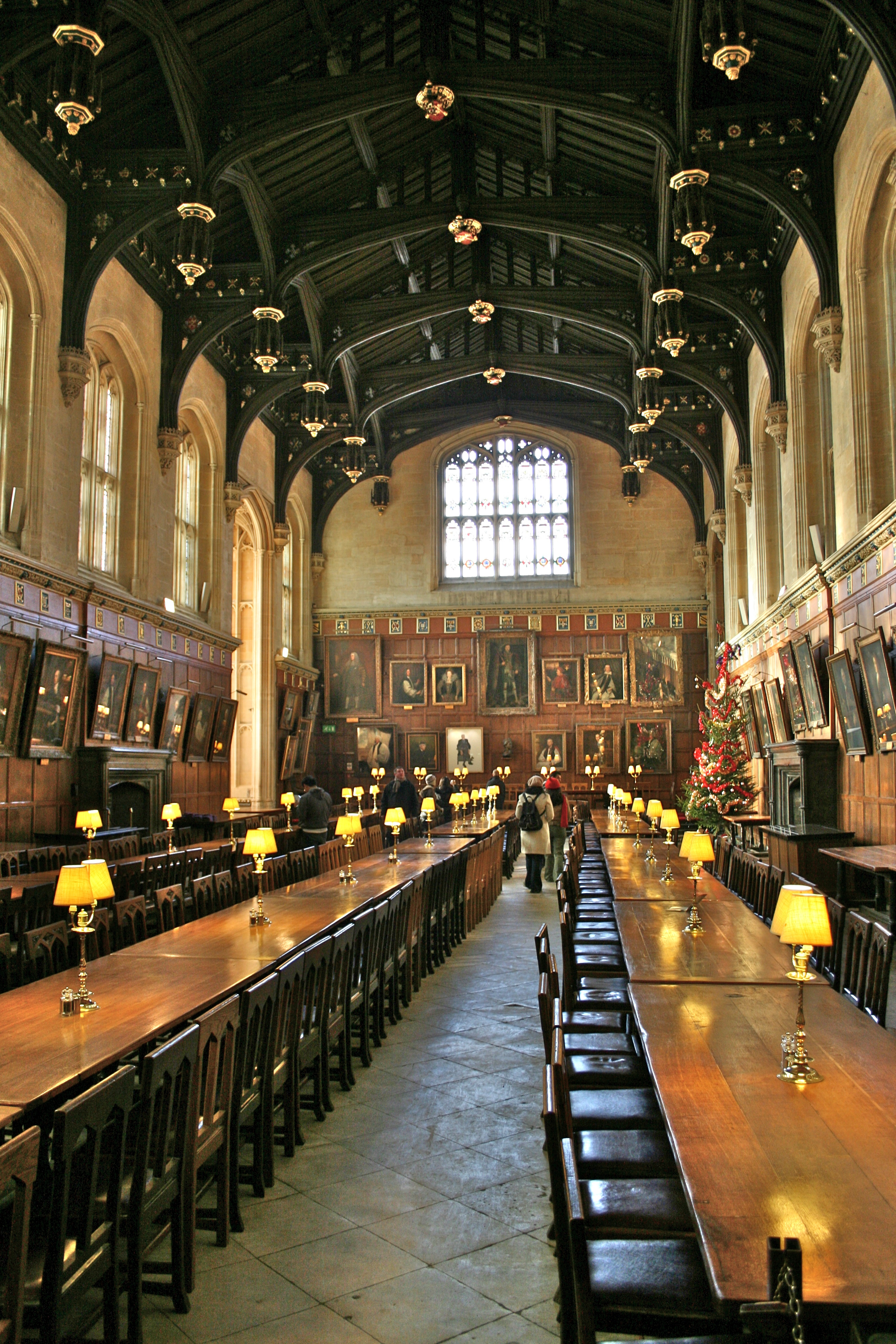
霍格華茲的交誼廳，靈感來自英國牛津基督堂學院的大廳。

該系列一共八部電影的製作設計師都是由斯圖爾特·克雷格擔任。在史提芬妮·麥克米蘭的協助下，克雷格創造了標誌性的佈景，包括了魔法部、消失的密室、馬份莊園，以及CGI的死神聖物洞穴的佈局。由於小說是在拍攝電影的同時出版，克雷格被要求為未來的電影重建一些場景並改變霍格華茲的設計。他說，「在較早的時候，你每次看到霍格華茲的外牆，這是一個物理縮影」，這都是由工匠們製作並佔據了很大的聲場。
|                   | 我們最終得到了霍格華茲的樣子，天際線實際上不是由我設計，它並非總是讓人滿意，而且隨著所有小說的編寫和電影的製作，對它（建築物）提出了新的要求。（天文塔）原本肯定不存在的，所以我們能夠添加那個重要的部分。在最後一輯電影中，我們需要為霍格華茲大戰提供一個競技場—外面大院子擴大了一倍，若你看過第一輯電影，它根本就不存在。霍格華茲的連續性具有相當多的自主權。 |
| ——斯圖爾特·克雷格 | |

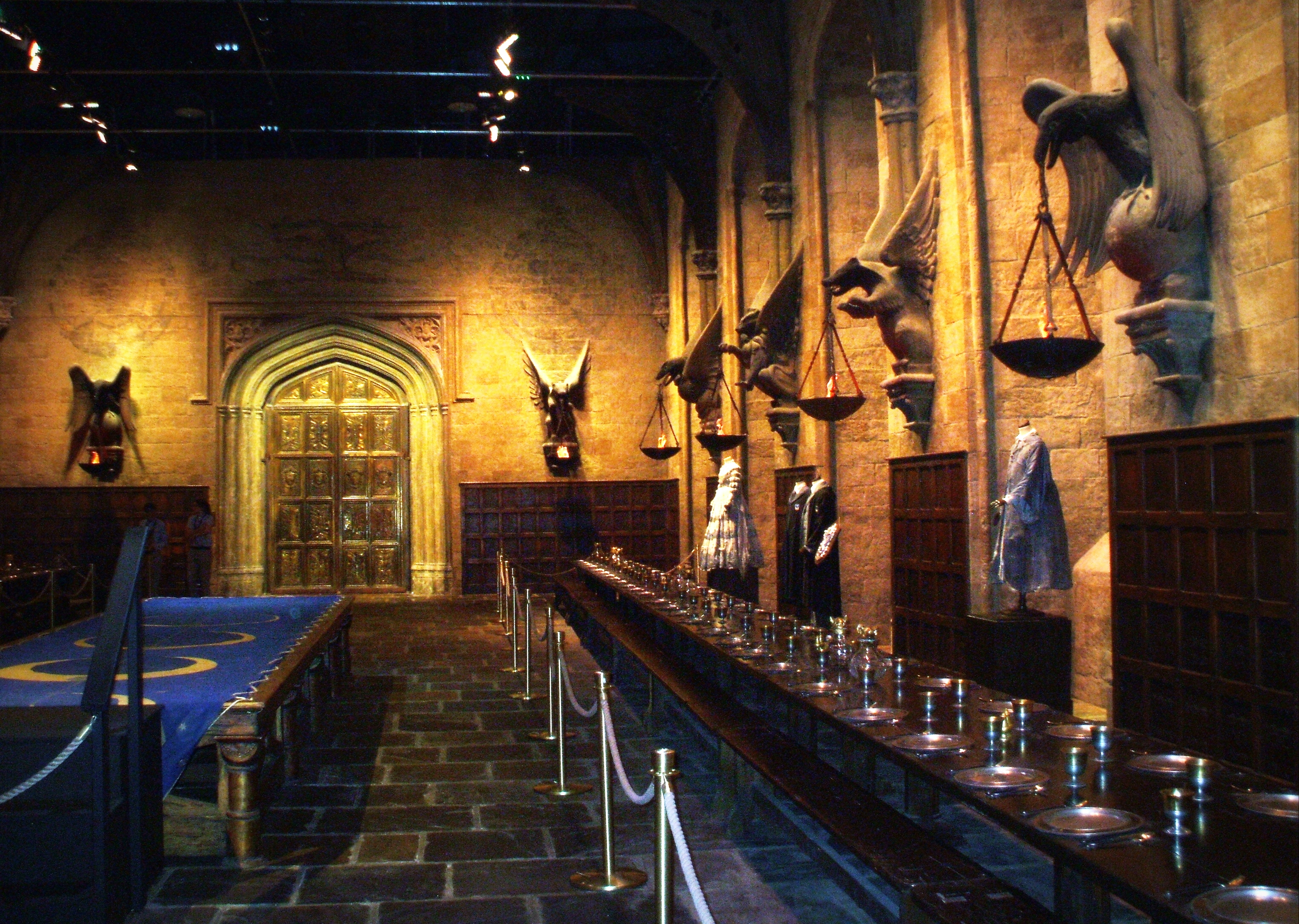
霍格華茲交誼廳的電影工作室佈景，是有史以來為該系列創作的首批佈景之一。

在最後一輯電影中，克雷格利用數碼模型而非微縮模型來「擁抱最嶄新的技術」。關於創作佈景的方法，克雷格說他經常從在一張白紙上把想法勾勒出來開始。史提芬妮·麥克米蘭以導演和攝影師之間視覺風格的變化以及小說中故事的發展為例，她還說：「每部電影總是充滿很多新挑戰」。由於J·K·羅琳對小說中各種場景的描述，克雷格指出他「有責任是把它們放在一起。」
克雷格評論了他在工作室環境中的工作經歷，他說：
|                   | 我是個製作設計師，但在像《哈利波特》這樣的大電影中，我可能要負責30-35人；從監督藝術總監、藝術總監及助理團隊，以至繪圖員和初級繪圖員，然後到模型製作者、雕塑家和和風景藝術家…十年前，所有《哈利波特》的畫作都是以鉛筆來完成的。我會把我的草圖、平面圖和剖面圖交給專業的建築插畫師，他會利用鉛筆和彩色水洗於水彩紙上把概念藝術創作出來。 |
| ——斯圖爾特·克雷格 | |

克雷格說整個製作過程多年來略有變化，因為他稱之為電影製作的「數碼革命」。當該系列的拍攝完成後，克雷格的一些佈景必須重建或運輸，才能在華納兄弟工作室的巡迴展上展出。

### 攝影
六位攝影指導分別參與了該系列電影，分別為：約翰·西爾參與了第一輯；羅傑·普拉特參與第二及第四輯；米高·斯雷辛參與第三輯；斯拉沃米爾·伊齊亞克參與第五輯；第六輯的是布魯諾·德爾邦內爾；而愛德華多·塞拉則參與第七及第八輯電影。布魯諾·德爾邦內爾曾獲考慮為《死神的聖物》的上下集電影而回歸崗位，但被他拒絕了，他指「恐怕重覆」自己。德爾邦內爾於《混血王子的背叛》中的攝影獲得了該系列唯一的奧斯卡金像獎最佳攝影獎提名。隨著系列中故事發展的推進，每位攝影師都面臨著以獨特且不同的拍攝和照明舊場景方式的挑戰（這些挑戰於從前幾部電影開始就已經存在）。基斯·哥倫布說，隨著每部電影的製作完成，該系列的生動色彩會逐漸減少。斯雷辛評論首兩部電影到《阿茲卡班的逃犯》的視覺風格變化：「燈光更憂鬱，有更多的陰影和交叉照明。」斯雷辛和阿方索·卡隆放棄了前兩部電影的強烈色彩與明亮的攝影，在隨後的五部電影中使用了較暗的燈光和更柔和的調色板。在將一系列數碼相機與35毫米膠卷進行比較後，布魯諾·德爾邦內爾決定以電影膠片來拍攝第六輯電影《混血王子的背叛》，而非日益流行的數碼電影格式。這個決定在跟愛德華多·塞拉的《死神的聖物》上下集中保留下來，他說他更喜歡以電影膠片工作，因為它「在技術上更加準確和可靠」。
由於《死神的聖物》大部分都是發生於霍格華茲以外的各種環境中，大衛·葉斯希望透過運用不同的攝影技術（例如使用手提攝錄機和超廣角相機鏡頭）來「重新改組」。愛德華多·塞拉說：「有時我們會將主要單元、第二單元和視覺效果單元拍攝的元素結合起來。你必須以數學精確度得知拍攝的是什麼—顏色、對比度等等。」他指出，憑藉斯圖爾特·克雷格的「令人驚嘆的場景和故事」，電影製片人不能讓電影的外觀跟之前的《哈利波特》作品相差太遠。

### 剪輯
隨著電影系列中攝影師的不斷變化，該系列有五位電影剪接師參與後期製作：
理查德·弗朗西斯-布魯斯編輯了第一集；彼得·漢內斯是第二集；史提芬·韋斯伯格是第三集；米克·奧茲利是第四集；而馬克·戴拍攝第五至八集。

### 音樂

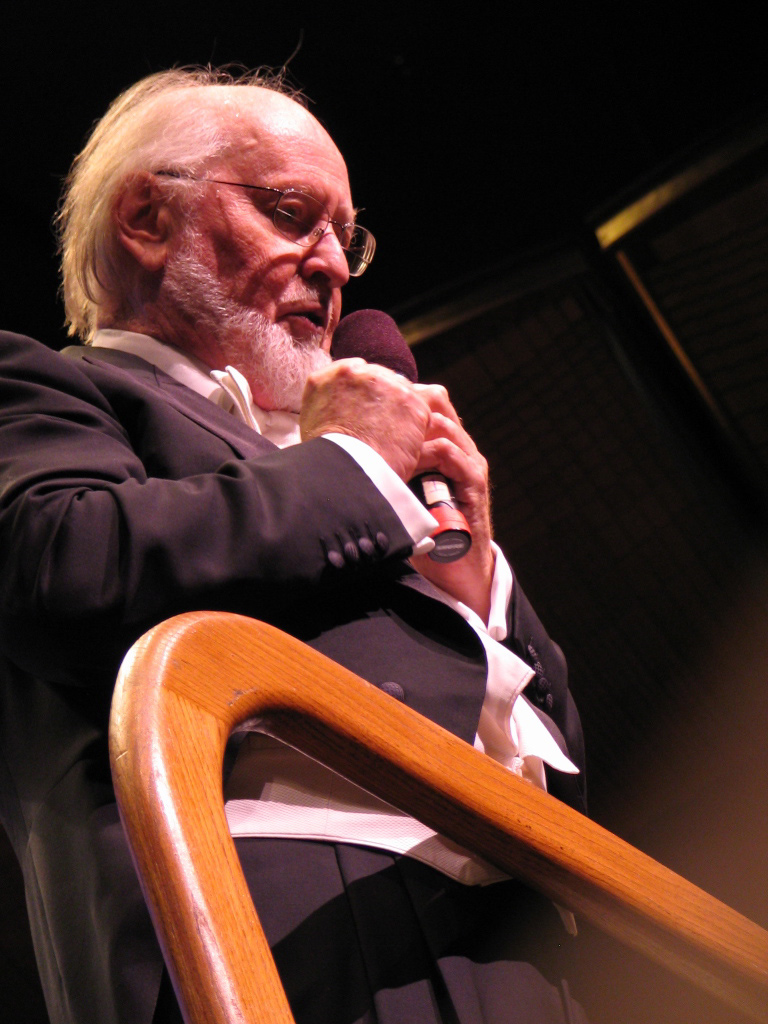
約翰·威廉士為首三輯電影製作配樂，並且第一輯和第三輯電影分別獲得奧斯卡金像獎的提名。

《哈利波特》系列電影有四位作曲人，約翰·威廉士為前三部電影編寫配樂，分別收錄於：《神秘的魔法石原聲帶》、《消失的密室原聲帶》及《阿茲卡班的逃犯原聲帶》中。然而，由於威廉士的承諾相互矛盾，故第二輯的配樂由威廉·羅斯改編和指揮。威廉還創作了《嘿美的主題曲（Hedwig's Theme）》，該系列主旋律出現於該系列的八部電影中。
在威廉離開該系列從事其他項目後，柏德烈·道爾為米克·紐維爾執導的第四輯電影《火盃的考驗原聲帶》編寫配樂，二人之前曾經共事。2006年，尼古拉斯·霍珀與導演大衛·葉斯重聚，他開始為《鳳凰會的密令原聲帶》編寫配樂。霍珀還為《混血王子的背叛原聲帶》創作了原聲帶，但決定不再為最後的電影而回歸崗位。
2010年1月，亞歷山大·達士勒獲確認為《死神的聖物1原聲帶》。電影配樂的編配是跟康拉德·波普在同年夏天開始，他是首三輯《哈利波特》系列電影跟達士勒合作的編曲者。波普評論指，這些音樂「讓人想起過去的一段時光」。達士勒於2011年回歸替《死神的聖物2原聲帶》編寫配樂。
導演大衛·葉斯表示，他希望約翰·威廉士於該系列的最後一部電影歸來，但由於電影粗剪的迫切需求，以致他們的日程安排並不一致。2011年5月27日，管弦樂編曲家康拉德·波普及作曲家亞歷山大·達士勒與倫敦交響樂團於艾比路錄音室為《哈利波特》系列電影作最後的錄音。道爾、霍珀與達士勒在各自的配樂中引入其個人主題，同時保留一些約翰·威廉士的主題音樂。

### 視覺效果
有許多視覺效果公司為哈利波特系列工作，其中一些包括旭日影業、索尼影業、DNeg視覺特效工作室、Cinesite、Framestore及光影魔幻工業。後者三家公司參與了該系列的所有電影，而DNeg及旭日影業分別從《阿茲卡班的逃犯》和《火盃的考驗》開始了他們的工作承諾。Framestore為該系列開發了許多令人難忘的生物和其序列作出了貢獻。Cinesite參與了電影的微型和數碼特效的製作。製片人大衛·巴倫說：「《哈利波特》創造了我們所知的英國特效產業。在第一部電影中，所有複雜的視覺效果都是在（美國）西岸完成。但在第二輯，我們堅定了信念，把通常提供給加利福尼亞供應商的大部分東西交給了英國供應商。他們提出了王牌。」視覺效果總監添·伯克 (Tim Burke) 表示，許多工作室「正在把他們的作品帶到英國的特效公司。每項設施都被訂滿了，而在《哈利波特》之前的情況並非如此。這真的很顯著。」

### 最終拍攝
2010年6月12日，《死神的聖物1》和《死神的聖物2》的拍攝完成，演員沃維克·戴維斯在他的推特賬戶上說：「一個時代的終結—今天正式成為《哈利波特》有史以來主要攝影的最後一天。我很榮幸能在導演最後一次喊停的時候在這裡。再見了哈利與霍格華玆，這一切太神奇了！」。然而，
尾聲場景的重新拍攝獲確認在2010年冬季開始。場景的重新拍攝於2010年12月21日完成，標誌著《哈利波特》系列電影的拍攝正式結束。就在四年前的當天，作者J·K·羅琳於其官方網站透露了該系列中最後一部小說的標題為《哈利波特－死神的聖物》。

## 發行
該系列前四部小說的版權由J·K·羅琳以$1,000,000英鎊的價格售予華納兄弟公司。在第四本小說於2000年7月發行後，第一輯電影《神秘的魔法石》於2001年11月16日上映。在首映週末，該電影單在美國就已獲得$9,000萬美元的票房，創下了全球首映紀錄。隨後的三部改編電影在財務上也取得了成功，同時也獲得粉絲和評論家的積極評價。第五部電影《鳳凰會的密令》於2007年7月11日由華納兄弟在英語國家發行，英國及愛爾蘭於7月12日發行。第六輯電影《混血王子的背叛》於2009年7月15日上映，獲得好評如潮，並在2009年全球票房排行榜上名列第二。
最後一部小說《哈利波特－死神的聖物》的電影被分作兩個部分：《上集》於2010年11月19日發行，作為系列的最後一部電影及終結的《下集》，於2011年7月15日發行。《上集》原定以3D與2D形式發行，但由於3D轉換過程的延遲，華納兄弟公司僅在2D和IMAX影院上映該電影。然而，《下集》按原定計劃於2D及3D影院上映。
該系列於美國的電視轉播權目前由NBC環球持有，該公司通常在USA電視台及Sci-Fi頻道上播放電影。該系列電影自首次亮相以來已累計獲得近13億次的收視—那是電視廣播歷史上最高收視率的特許經營權。該系統全部八部電影都可以在2020年5月27日於HBO Max上獨家播放，也就是該服務的啟用日期。
為紀念系列電影上映20週年，2021年11月，華納兄弟影業宣佈全系列將在巴西的電影院上映重映，同時首部作品登陸旗下串流平台HBO Max。另外，一眾主創人員將在2022年1月1日上線HBO Max的重聚特輯《哈利·波特20週年：重返霍格沃茲》中亮相。

## 票房
截止至2015年，哈利波特系列電影的專營權是全球第二高的專營權，僅次於漫威电影宇宙系列电影，八部作品在全球收穫超過$77億美元的票房。未考慮通貨膨脹，這高過於22部占士·邦系列電影與六部星球大戰系列電影的作品。克里斯·哥倫布執導的《神秘的魔法石》於2002年完成發行後成為票房最高的一部哈利波特系列電影，但最終給大衛·葉斯的《死神的聖物2》超越，而阿方索·卡隆的《阿茲卡班的逃犯》則成為當中票房最低的一部作品。
截止至2022年，哈利波特系列電影是有史以來票房收入第二高的電影系列，八部電影於全球各地上映，總票房超過$77億美元。在不考慮通貨膨脹的情況下，這比占士·邦系列電影及星球大戰系列電影為高。該系列中的六部電影—包括：《阿茲卡班的逃犯》、《火盃的考驗》、《鳳凰會的密令》、《混血王子的背叛》及《死神的聖物》上下集電影，迄今為止，全球IMAX影院的總收入約為$2.16億美元。
| 電影名稱                     | 上映日期 （美國） | 票房收入         | 票房收入                      | 票房收入              | 票房收入       | 預算              | 參考資料                              |
| 電影名稱                     | 上映日期 （美國） | 英國             | 美國及加拿大 （大約門票銷售） | 其他地區 （美國以外） | 全球票房       | 預算              | 參考資料                              |
| ---------------------------- | ----------------- | ---------------- | ----------------------------- | --------------------- | -------------- | ----------------- | ------------------------------------- |
| 《哈利波特：神秘的魔法石》   | 2001年11月16日    | £66,096,060英鎊  | $318,087,620 （55,976,200）   | $688,880,550          | $1,006,968,171 | $1.25億           | [ 87 ] [ 88 ] [ 88 ] [ 89 ] [ 90 ]    |
| 《哈利波特：消失的密室》     | 2002年11月14日    | £54,780,731英鎊  | $262,450,136 （44,978,900）   | $617,152,229          | $879,602,366   | $1億              | [ 89 ] [ 90 ] [ 91 ] [ 92 ]           |
| 《哈利波特：阿茲卡班的逃犯》 | 2004年5月31日     | £45,615,949英鎊  | $249,975,996 （40,183,700）   | $547,385,621          | $797,361,618   | $1.3億            | [ 89 ] [ 90 ] [ 93 ]                  |
| 《哈利波特：火盃的考驗》     | 2005年11月18日    | £48,328,854英鎊  | $290,417,905 （45,188,100）   | $606,260,335          | $896,678,241   | $1.5億            | [ 89 ] [ 90 ] [ 94 ] [ 95 ]           |
| 《哈利波特：鳳凰會的密令》   | 2007年7月11日     | £49,136,969英鎊  | $292,353,413 （42,442,500）   | $649,818,982          | $942,172,396   | $1.5億            | [ 89 ] [ 90 ] [ 96 ] [ 97 ]           |
| 《哈利波特：混血王子的背叛》 | 2009年7月15日     | £50,713,404英鎊  | $302,305,431 （40,261,200）   | $632,148,664          | $934,454,096   | $2.5億            | [ 89 ] [ 90 ] [ 98 ] [ 99 ]           |
| 《哈利波特：死神的聖物Ⅰ》    | 2010年11月19日    | £52,364,075英鎊  | $296,347,721 （37,503,700）   | $680,695,761          | $977,043,483   | 低於2.5億（官方） | [ 89 ] [ 90 ] [ 100 ] [ 101 ] [ 102 ] |
| 《哈利波特：死神的聖物Ⅱ》    | 2011年7月15日     | £73,094,187英鎊  | $381,409,310 （48,046,800）   | $960,912,354          | $1,342,321,665 | 低於2.5億（官方） | [ 90 ] [ 102 ] [ 103 ]                |
| 總計                         | 總計              | £440,130,229英鎊 | $2,393,347,532                | $5,383,254,496        | $7,776,602,036 | $11.55億          | [ 104 ]                               |

### 全天候排名
| 電影名稱                     | 排名       | 排名          | 排名          | 排名        | 排名        | 排名            | 排名              | 備註                   |
| 電影名稱                     | 全天候排名 | 全天候 (美國) | 全天候 (英國) | 每年 (美國) | 每年 (全球) | 開畫日 (全天候) | 開畫周末 (全天候) | 備註                   |
| ---------------------------- | ---------- | ------------- | ------------- | ----------- | ----------- | --------------- | ----------------- | ---------------------- |
| 《哈利波特：神秘的魔法石》   | #47        | #76           | #9            | #1          | #1          | #66             | #55               | [ 87 ]                 |
| 《哈利波特：消失的密室》     | #68        | #114          | #17           | #4          | #2          | #81             | #60               | [ 89 ] [ 91 ] [ 92 ]   |
| 《哈利波特：阿茲卡班的逃犯》 | #90        | #131          | #33           | #6          | #2          | #47             | #49               | [ 89 ]                 |
| 《哈利波特：火盃的考驗》     | #63        | #101          | #28           | #3          | #1          | #41             | #40               | [ 89 ] [ 94 ] [ 95 ]   |
| 《哈利波特：鳳凰會的密令》   | #57        | #96           | #25           | #5          | #2          | #34             | #77               | [ 89 ] [ 96 ] [ 97 ]   |
| 《哈利波特：混血王子的背叛》 | #59        | #88           | #24           | #3          | #2          | #24             | #75               | [ 89 ] [ 98 ] [ 99 ]   |
| 《哈利波特：死神的聖物Ⅰ》    | #48        | #91           | #18           | #5          | #3          | #22             | #25               | [ 89 ] [ 100 ] [ 101 ] |
| 《哈利波特：死神的聖物Ⅱ》    | #13        | #42           | #7            | #1          | #1          | #3              | #12               | [ 103 ] [ 105 ]        |

## 評價
該系列的所有電影都在經濟上和批判性上取得成功，使該特許經營權成為類似於占士·邦、星球大戰、奪寶奇兵及魔盜王系列電影般的荷李活重要「支柱」之一。隨著每部電影的上映，觀眾們注意到該系列的視覺效果變得越來越黑暗和越來越成熟。然而，有些人對電影的看法普遍存在分歧，他們更喜歡首兩部電影較忠實的拍攝手法，而另一些人則更喜歡後期電影中更具風格化的角色驅動手法。
由於導演的轉變，以及由米高·甘邦描繪的阿不思·鄧不利多一角跟理查德·哈里斯原本的描繪有所不同，有些人會認為這個系列有一種「不連貫」的感覺。作者J·K·羅琳一直支持這些電影，並將《死神的聖物》評為該系列中她最喜歡的作品。她在其網站上寫到從小說到電影的轉變，「它需要把我的每一個故事情節都融入一部必須維持在四小時以內的電影中，這根本是不可能的事。顯然電影是有限制的—小說沒有時間和預算的限制；我可以單靠我自己與讀者想像力的互動來創造令人眼花繚亂的效果。」

### 批評和公眾反應
| 電影名稱                     | 爛番茄            | Metacritic      | CinemaScore |
| ---------------------------- | ----------------- | --------------- | ----------- |
| 《哈利波特：神秘的魔法石》   | 80% （194篇評論） | 64 （35篇評論） | A           |
| 《哈利波特：消失的密室》     | 82% （230篇評論） | 63 （35篇評論） | A+          |
| 《哈利波特：阿茲卡班的逃犯》 | 91% （250篇評論） | 82 （40篇評論） | A           |
| 《哈利波特：火盃的考驗》     | 88% （246篇評論） | 81 （38篇評論） | A           |
| 《哈利波特：鳳凰會的密令》   | 78% （244篇評論） | 71 （37篇評論） | A−          |
| 《哈利波特：混血王子的背叛》 | 84% （267篇評論） | 78 （36篇評論） | A−          |
| 《哈利波特：死神的聖物Ⅰ》    | 78% （260篇評論） | 65 （42篇評論） | A           |
| 《哈利波特：死神的聖物Ⅱ》    | 96% （309篇評論） | 87 （41篇評論） | A           |

## 榮譽
在2011年2月舉行的《第64屆英國電影學院獎頒獎典禮》上，J·K·羅琳、大衛·海曼、大衛·巴倫、大衛·葉斯、艾方索·柯朗、米克·紐維爾、魯拔·格連特及愛瑪·屈臣憑著該系列電影獲得「BAFTA英國傑出電影貢獻獎」。
此外，美國電影學會於2011年舉行的《美國電影學院獎》為整個系列授予一個特別獎。該特別獎是授予那些不符合AFI對其他在動態圖像方面擁有的傑出成就獲獎者的標準。在其新聞稿中，該學院稱這些電影是「具有里程碑意義的系列電影；八部電影贏得了希望J·K·羅琳的心愛小說在銀幕上演活生命那一代人的信任。」隨著霍格華茲的魔法從電影中湧現出來，並深入到世界各地麻瓜的心靈和思想中，史詩般集體魔法的合奏賦予了我們跟哈利、榮恩和妙麗一起變老的禮物。」
《哈利波特》系列還獲得《BAFTA洛杉磯大不列顛獎》的認可，大衛·葉斯憑著其執導的四部《哈利波特》電影獲得「大不列顛藝術卓越獎」。
該系列合共八部電影中的六部獲得了總共12項奧斯卡金像獎的提名：
| 電影名稱                     | 頒獎典禮           | 奧斯卡金像獎提名                       | 獲提名者 | 參考資料 |
| ---------------------------- | ------------------ | -------------------------------------- | --- | -------- |
| 《哈利波特：神秘的魔法石》   | 第74屆奧斯卡金像獎 | 最佳藝術指導 最佳服裝設計 最佳原創音樂 | 斯圖爾特·克雷格 及 史提芬妮·麥克米蘭 茱迪安娜·馬科夫斯基 約翰·威廉士                                                            | [ 136 ]  |
| 《哈利波特：阿茲卡班的逃犯》 | 第77屆奧斯卡金像獎 | 最佳原創音樂 最佳視覺效果              | 約翰·威廉士 羅傑·蓋耶特、添·伯克、約翰·理查森 及 比爾·喬治                                                                      | [ 137 ]  |
| 《哈利波特：火盃的考驗》     | 第78屆奧斯卡金像獎 | 奧斯卡最佳藝術指導                     | 斯圖爾特·克萊格 及 史蒂芬妮·麥克米蘭                                                                                            | [ 138 ]  |
| 《哈利波特：混血王子的背叛》 | 第82屆奧斯卡金像獎 | 最佳攝影                               | 布魯諾·戴波內爾 | [ 139 ]  |
| 《哈利波特：死神的聖物Ⅰ》    | 第83屆奧斯卡金像獎 | 最佳藝術指導 最佳視覺效果              | 斯圖爾特·克雷格 及 史提芬妮·麥克米蘭 添·伯克、約翰·理查森、克里斯提安·曼茨 及 尼古拉斯·阿薩蒂                                   | [ 140 ]  |
| 《哈利波特：死神的聖物Ⅱ》    | 第84屆奧斯卡金像獎 | 最佳藝術指導 最佳化妝 最佳視覺效果     | 斯圖爾特·克雷格 及 史提芬妮·麥克米蘭 尼克·杜德曼、阿曼達·奈特 及 麗莎·湯布林 添·伯克、大衛·維克里、格雷格·巴特勒 及 約翰·理查森 | [ 141 ]  |

有些影評人、粉絲和一般觀眾對哈利波特系列沒有因其成就而贏得任何奧斯卡的獎項表示失望。然而亦有人指出，該系列中的某些電影評價參差不齊，相比如《魔戒電影三部曲》的三部電影都受到了廣泛的好評。這部分歸因於《哈利波特》系列經歷了幾位導演的執導，每位導演都有其導演風格，這跟《魔戒電影三部曲》形成了鮮明的對比，後者是由同一位導演、作者和製片人是在一項大規模的電影中拍攝的。

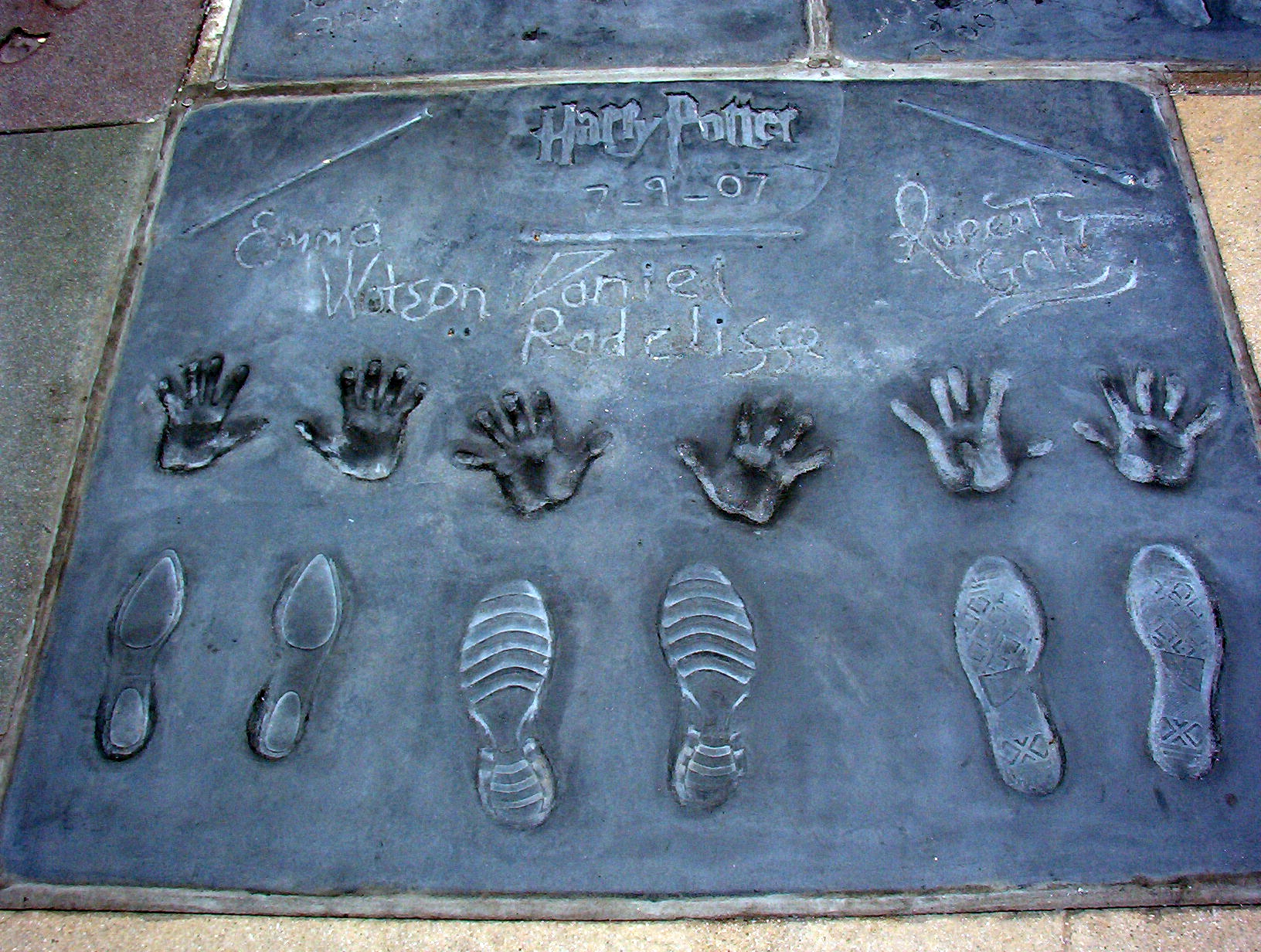
2007年7月，域卡夫、格連特及屈臣於中國戲院外的荷里活星光大道上舉行的手足魔杖儀式上獲得榮譽。

《神秘的魔法石》獲得七項《英國電影學院獎（BAFTA）》的提名，包括「最佳英國電影」，以及由羅比·科特瑞恩飾演的海格奪得「最佳男配角」。這部電影還獲得了八項《土星獎》的提名，其服裝設計獲獎。它還憑著其製作設計獲得《藝術指導工會獎》，並獲得《廣播影評人獎》的「最佳真人家庭電影獎」並獲得另外兩項提名。
《消失的密室》獲得《鳳凰城影評人協會》的「最佳真人家庭電影」獎。它獲得7項《土星獎》的提名，包括「最佳導演」及「最佳奇幻電影」。該電影因約翰·威廉士的配樂獲得四項《英國電影學院獎》和一項《格林美獎》的提名。《阿茲卡班的逃犯》獲得《BAFTA》的「觀眾獎」與「最佳故事片獎」。除了獲得《格林美獎》、《視覺效果協會獎》和《阿曼達獎》的提名外，這部電影還奪得《BMI電影音樂獎》。《火盃的考驗》榮獲《BAFTA》的「最佳製作設計獎」，以及獲得《土星獎》、《評論家選擇獎》和《視覺效果協會獎》的提名。
《鳳凰會的密令》在首屆《ITV國家電影獎》上獲得三項大獎；在《帝國獎》的頒獎典禮上，大衛·葉斯獲得「最佳導演獎」。作曲家尼古拉斯·霍珀獲得《世界原聲帶發現獎（World Soundtrack Discovery Award）》的提名。這部電影獲得了《BAFTA》的提名，但並沒有獲得「最佳製作設計」或「最佳特殊視覺效果」獎。《混血王子的背叛》在「製作設計」和「視覺效果」方面獲得《BAFTA》獎的提名，並且入選了其他幾個類別的入圍名單，包括飾演石內卜教授的阿倫·烈卡文入圍的「最佳男配角」。在其他提名和得獎中，這部電影還取得《國家電影獎》的「最佳家庭電影」，以及《鳳凰城影評人協會獎》的「最佳真人家庭電影」，並獲得《衛星獎》「最佳電影」的提名。
《死神的聖物Ⅰ》獲得《BAFTA》的「最佳化妝和髮型」及「最佳視覺效果」的兩項提名，並於《廣播影評人協會獎》上得到相同類別的提名。愛德華多·塞拉的攝影與斯圖爾特·克雷格的製作設計也在各個頒獎典禮上獲得提名，而大衛·葉斯在《帝國獎》中第二次獲得獎項，這次是「最佳奇幻電影」。他還在一年一度的《土星獎》中獲得了另一項最佳導演的提名，這部電影也獲得「最佳奇幻電影」的提名。《死神的聖物ⅠⅠ》上映後廣受好評，並獲得多個觀眾獎項。它亦於《土星獎》及《BAFTA》獲得認可，它得到「最佳特殊視覺效果獎」。
《哈利波特》系列雖然未能於奧斯卡金像獎的頒獎典禮中取得大勝，然而它在許多其他頒獎典禮上都取得成功，包括了該年度的《土星獎》及《藝術指導工會獎》。該系列還在年度英國電影學院獎（BAFTA）頒發的《英國電影學院獎》上獲得總共24項提名中獲得幾項，以及5項《格林美獎》的提名。

## 遺產和影響
回顧過去，哈利波特電影及它的成功被認為對電影業產生了重大影響。它們被引用為開始趨向成熟的跨媒體特許經營權，從而幫助重新定義了21世紀的荷李活大片，以奠定成功的電影基礎。在最後一部電影上映後，《今日美國》的克勞迪婭·普伊格（Claudia Puig）寫道，這些電影「啟發了每個主要工作室嘗試捕捉(其)煉金術公式，產生了一系列模仿者與崇拜者」，以及「還向好莱坞展示了如何製作一部著眼於降低成本的亮眼大片」。2009年，《經濟學人》的一篇文章認為，這些電影是現代電影特許經營模式改編的「先鋒隊」，並引用了魔戒電影三部曲、蜘蛛俠系列電影及蝙蝠俠系列電影作例子，作為隨著哈利波特系列之後成功的電影系列。此外，繼《死神的聖物》後，把電影系列的結局以兩部背靠背電影形式分拆的成功做法，很快就被複製至《吸血新世紀4：破曉傳奇上/下集》及《飢餓遊戲：自由幻夢Ⅰ/II》。
這些電影還標誌著基於2000年代和2010年代兒童文學及青年小說的流行電影，這跟該系列叢書本身的文學影響有關。科斯坦斯·格雷迪（Costance Grady）和阿雅·羅馬諾（Aja Romano）在評論整個哈利波特系列於《Vox》成立20周年之際為其留下的遺產時寫道，指出《吸血新世紀電影系列》及《飢餓遊戲電影系列》的成功讓那些以年青人為目標的文學作品從此成為了「荷李活必去的創意之井」。
該系列產生了大量的同人小說，收錄了近600,000個靈感故事編目，還有一部由意大利粉絲製作的同人電影《佛地魔：傳人的起源》，在YouTube上於10天內獲得超過1,200萬的觀看人次。

## 外部連結
- 官方网站